# Hansjörg Müller

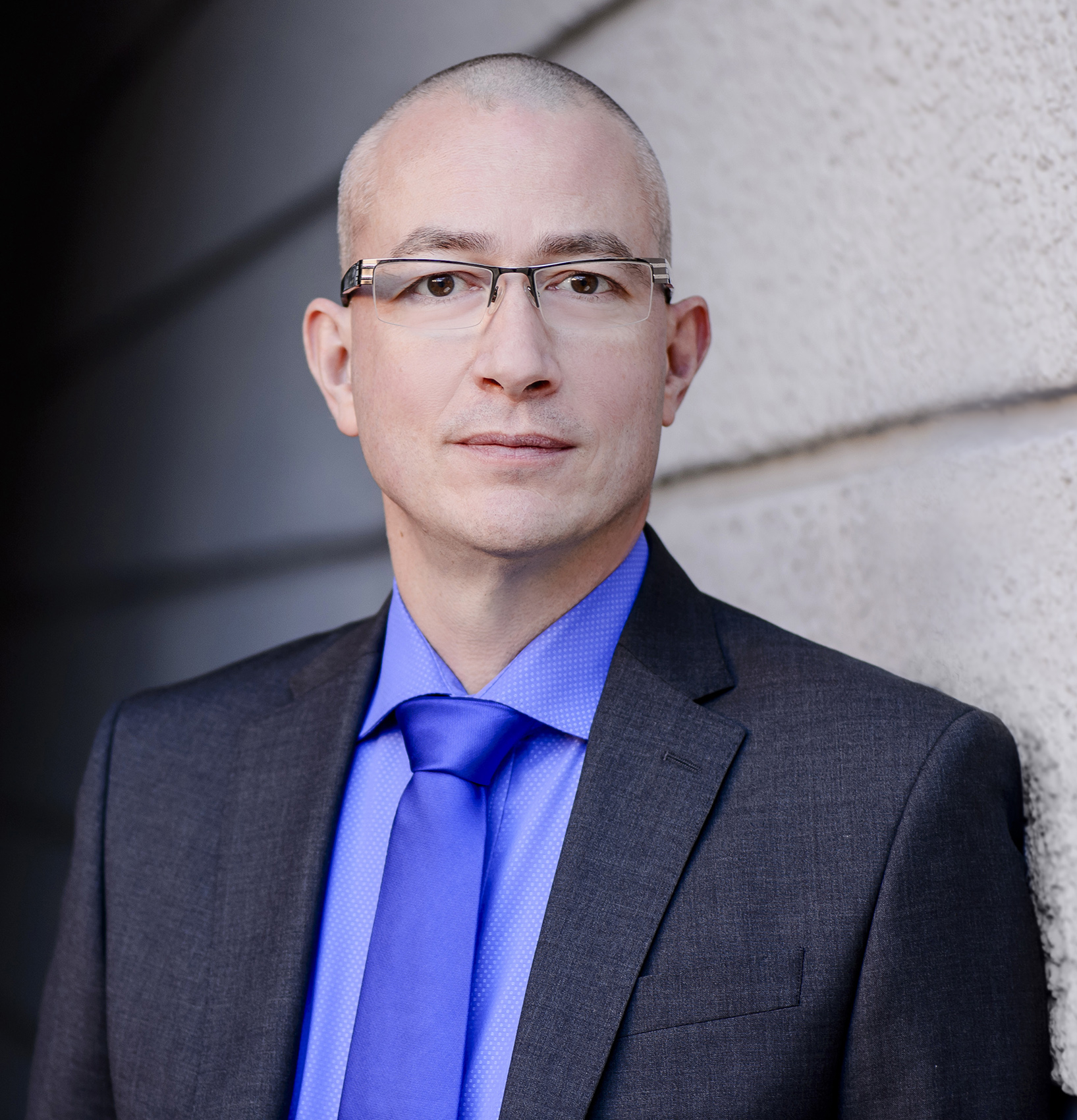
Hansjörg Müller (2015)

Hansjörg Gerhard Georg Müller (* 30. April 1968 in Treuchtlingen) ist ein deutscher Politiker (AfD). Er war nach der Bundestagswahl 2017 Mitglied des Deutschen Bundestages und gehörte der rechtsextremen AfD-Strömung Der Flügel an. Für die bayerische Landesliste zur Bundestagswahl 2021 wurde Müller nicht berücksichtigt. Er zog sich daraufhin aus der Politik zurück.

## Leben
Müller ist Diplom-Volkswirt und studierte an den Universitäten Würzburg und Passau. Zudem ist er Alter Herr der Turnerschaft Germania Dresden sowie in der Akademischen Landsmannschaft der Salzburger zu Salzburg (zu Wien 1884) im Coburger Convent (CC). Von 2004 bis 2011 lebte er in Moskau. Er ist verheiratet sowie Vater von drei Kindern und lebt in Ainring-Mitterfelden in Oberbayern.
Zusammen mit anderen AfD-Mitgliedern gründete Müller 2013 den Verein AfD-Mittelstandsforum. Er zog nach der Bundestagswahl 2017 über die Landesliste der AfD Bayern in den 19. Bundestag ein. Er stand auf Platz 6 der Landesliste und kandidierte im Wahlkreis Traunstein.
Innerhalb der AfD-Bundestagsfraktion wurde er zum 4. Geschäftsführer der Fraktion gewählt und gehörte der rechtsextremen AfD-Strömung Der Flügel an. Er wurde 2019 zum stellvertretenden Vorsitzenden der AfD Bayern gewählt. Innerhalb der AfD-Bundestagsfraktion war er von 2017 bis 2019 parlamentarischer Geschäftsführer der Fraktion. Ab 2018 war er deren außenwirtschaftspolitischer Sprecher. Er war für die AfD Mitglied im Ausschuss für Wirtschaft und Energie. Für die bayerische Landesliste zur Bundestagswahl 2021 wurde Müller nicht berücksichtigt. Er zog sich daraufhin aus der Politik zurück.
Über die AfD-Bundestagsfraktion von 2017 bis 2021 urteilte Müller: „Ich habe noch nie so eine hinterfotzige, illoyale Ansammlung an menschlichen Wesen gesehen, wie im zweiten Teil der Legislatur. Es hat mich nur noch angekotzt.“
Seit April 2023 ist Müller Moskau-Korrespondent des zwischenzeitlich verbotenen rechtsradikalen Compact-Magazins.

## Positionen und Kontroversen
Nachdem sich Bernd Lucke mit ALFA von der AfD abgespaltet hatte, positionierte sich Müller klar. Er sagte, unter Lucke sei die Ausrichtung der AfD „so schwammig“ gewesen. Nun hingegen sei die Botschaft klar: „Deutsche Interessen zuerst.“
Nach der Bundestagswahl schrieb die Wochenzeitung Die Zeit, Müller sei „nationalkonservativ“ innerhalb der AfD. Er gehörte neben Björn Höcke und André Poggenburg zu den Unterzeichnern der Erfurter Resolution und gilt als Unterstützer der rechtsnationalistischen innerparteilichen Vereinigung Der Flügel.
Müller unterhält politische Netzwerke in und nach Russland. Auf dem Russlandtag der AfD in Magdeburg erntete er für seine programmatische Pro-Russland-Rede stehenden Beifall. Er kritisiert nicht nur die aus seiner Sicht für die deutsche Wirtschaft negativen Folgen der Handelssanktionen gegen Russland, sondern behauptet, es gebe „Pläne der Kriegstreiber und Wirtschaftsvernichter aus Washington“, eine Annäherung von Deutschland und Russland durch Provokationen und einen angezettelten Krieg in der Ukraine zu zerstören. Belege dazu will er auf einer „Freidenker-Seite im Internet“ gefunden haben. Ebenso brachte Müller die These auf, der Abschuss des Malaysia-Airline-Flugs 17 sei von den ukrainischen Luftstreitkräften im Auftrag der USA vorgenommen worden, um ein Eingreifen westlicher Mächte zu provozieren. Dabei beruft sich Müller auf zwei YouTube-Videos.
Als die Auschwitz-Überlebende Anita Lasker-Wallfisch am 31. Januar 2018 in der Gedenkstunde zum Tag des Gedenkens an die Opfer des Nationalsozialismus eine Rede im Bundestag hielt, applaudierte Müller nicht. Das Fernsehmagazin Kontraste thematisierte dies in der Sendung vom 8. Februar 2018.
Im August 2019 startete Müller die Initiative „Mitgliederparteitag“, die für die verpflichtende Abhaltung von Mitgliederparteitagen in der AfD auf Landes- und Bundesebene eintritt. Seine Initiative scheiterte im Juni 2020. 2019 plädierte er am Tag der offenen Tür des Bundestages für einen „Austausch illoyaler (= globalistisch-deutschfeindlicher) Führungskader in Wirtschaft und Politik“, weil die „großen Topmanager“ der deutschen Aktiengesellschaften mit einem „globalistischen Bazillus überinfiziert“ seien.
2020 beschuldigte er im ZDF-Morgenmagazin Bill Gates, hinter dem Coronavirus zu stecken, da er Bevölkerung reduzieren und die „Übriggebliebenen“ dann zwangsimpfen lassen wolle, um damit Geld zu verdienen. Im Bundestag behauptete Müller, die Bill-und-Melinda-Gates-Stiftung habe die Weltgesundheitsorganisation unterwandert, um die Menschheit zwangsimpfen zu lassen. Sören Bartol bezeichnete diese Aussage daraufhin in einem Zwischenruf als „bodenlose Verschwörungstheorie“. 2020 bezweifelte er in einem Video die Letalität des Coronavirus und behauptete, die allermeisten Coronatoten seien an anderen Ursachen gestorben.
Im Rahmen der Abstimmung über das dritte Bevölkerungsschutzgesetz am 18. November 2020 verschaffte Müller mehreren Verschwörungstheoretikern Zugang ins Reichstagsgebäude. Bundestagspräsident Schäuble hatte die Besucherregel zuvor ausgesetzt, Müller versah sie aber direkt mit Besucherausweisen. Die Personen bedrängten in die Abstimmung involvierte Abgeordnete zum Teil bis in deren Abgeordnetenbüros. Müller hatte zuvor auf einer Spreebrücke mit Blick auf den Bundestag dafür plädiert, mehr Aktionen gegen „eine mafiöse Regierung“ zu unternehmen. Der Bundestagspräsident kündigte strafrechtliche Konsequenzen an.
Laut einem Bericht des Standard missachtete Müller die für Österreich geltenden Vorschriften zur Quarantäne bei der Einreise, um auf einer Veranstaltung von Coronaverharmlosern aufzutreten. Auf dieser Kundgebung, auf der auch der zurückgetretene Ex-Vizekanzler und frühere FPÖ-Obmann Heinz-Christian Strache sowie bekannte Aktivisten aus der österreichischen und deutschen Neonaziszene teilnahmen, erwähnte Müller in seiner Rede eine vermeintliche „Krake aus 10000 Entscheidern weltweit, die dunkle Seite der Macht“ und forderte zur „Vernetzung von Parlament und Straße“ auf.

## Mitgliedschaften
- Junge Union Würzburg 1987 bis 1988
- Freie Bürger Union Bayreuth 1995 bis 1996
- Ehrenvorsitzender des Mittelstandsforums für Deutschland